# Höfstetten (Feuchtwangen)
Höfstetten ist ein Gemeindeteil der Stadt Feuchtwangen im Landkreis Ansbach (Mittelfranken, Bayern). Höfstetten liegt in der Gemarkung Aichenzell.

## Geografie
Der Weiler liegt am Überschlagbach, einem rechten Zufluss der Sulzach. Im Westen liegt das Waldgebiet Weidenbusch, im Norden der Forlwald und im Südosten das Pfaffenholz. Ein Anliegerweg führt zu einer Gemeindeverbindungsstraße (0,2 km südöstlich), die nach Kaltenbronn zur Bundesstraße 25 (1,3 km östlich) bzw. nach Heiligenkreuz verläuft (0,8 km südwestlich).

## Geschichte
Am 20. Dezember 1368 gaben die Dinkelsbühler Bürger Peter und Lupolt Berlin ein Gut des Ortes an das Feuchtwanger Stift.
Höfstetten lag im Fraischbezirk des ansbachischen Oberamtes Feuchtwangen. Im Jahr 1732 bestand der Ort aus vier Anwesen und einem Gemeindehirtenhaus. Grundherren waren das Stiftsverwalteramt Feuchtwangen (zwei Halbhöfe), das Klosterverwalteramt Auhausen (ein Halbhof) und die Reichsstadt Dinkelsbühl (ein Hof). An diesen Verhältnissen änderte sich bis zum Ende des Alten Reiches nichts. Von 1797 bis 1808 unterstand der Ort dem Justiz- und Kammeramt Feuchtwangen. 
Mit dem Gemeindeedikt (frühes 19. Jahrhundert) wurde Höfstetten dem Steuerdistrikt und der Ruralgemeinde Aichenzell zugeordnet. Im Zuge der Gebietsreform in Bayern wurde Höfstetten am 1. Januar 1972 nach Feuchtwangen eingemeindet.

## Einwohnerentwicklung
| Jahr      | 001818 | 001840 | 001861 | 001871 | 001885 | 001900 | 001925 | 001950 | 001961 | 001970 | 001987 |
| Einwohner | 29     | 31     | 38     | 36     | 32     | 44     | 33     | 32     | 18     | 14     | 11     |
| Häuser    | 6      | 5      |        |        | 7      | 7      | 6      | 6      | 6      |        | 5      |
| Quelle    | [ 10 ] | [ 11 ] | [ 12 ] | [ 13 ] | [ 14 ] | [ 15 ] | [ 16 ] | [ 17 ] | [ 18 ] | [ 19 ] | [ 1 ]  |

## Religion
Der Ort ist seit der Reformation evangelisch-lutherisch geprägt und bis heute nach St. Johannis (Feuchtwangen) gepfarrt. Die Einwohner römisch-katholischer Konfession sind nach St. Ulrich und Afra (Feuchtwangen) gepfarrt.